# Hemisodorcus rubrofemoratus magdaleinae
Hemisodorcus rubrofemoratus magdaleinae es una subespecie de coleóptero de la familia Lucanidae.

## Distribución geográfica
Habita en Vietnam.